# Stadio Piercesare Tombolato
Het Stadio Piercesare Tombolato is een voetbalstadion in Cittadella, dat plaats biedt aan 7.623 toeschouwers. De bespeler van het stadion is Cittadella. Het is vernoemd naar oud-doelman Piercesare Tombolato, die bij een botsing op het veld overleed.
Na de bouw werd het stadion in 2008 grondig gerenoveerd. Er kwamen plekken bij in het stadion, zodat zevenduizend mensen de wedstrijden kunnen bezoeken. Door de werkzaamheden aan het stadion werden tien wedstrijden in het Stadio Omobono Tenni van Treviso FBC gespeeld. Op 29 november 2008 werd de eerste wedstrijd na de vernieuwingen gespeeld, tegen Ancona.
Giuseppe Meazza (AC Milan/Inter Milan) ·
Olimpico (AS Roma/SS Lazio) ·
Atleti Azzuri (Atalanta Bergamo) ·
Renato Dall'Ara (Bologna) ·
Giovanni Zini (Cremonese) ·
Carlo Castellani (Empoli) ·
Artemio Franchi (Fiorentina) ·
Marcantonio Bentegodi (Hellas Verona) ·
Allianz Stadium (Juventus) ·
Via del Mare (Lecce) ·
Brianteo (Monza) ·
Diego Armando Maradona (Napoli) ·
Arechi (Salernitana) ·
Luigi Ferraris (Sampdoria) ·
Città del Tricolore (Sassuolo) ·
Alberto Picco (Spezia) ·
Olimpico di Torino (Torino) ·
Friuli (Udinese)
Cino e Lillo Del Duca (Ascoli) ·
San Nicola (Bari) ·
Ciro Vigorito (Benevento) ·
Mario Rigamonti (Brescia) ·
Unipol Domus (Cagliari) ·
Pier Cesare Tombolato (Cittadella) ·
Giuseppe Sinigaglia (Como) ·
San Vito-Gigi Marulla (Cosenza) ·
Benito Stirpe (Frosinone) ·
Luigi Ferraris (Genoa) ·
Alberto Braglia (Modena) ·
Renzo Barbera (Palermo) ·
Ennio Tardini (Parma) ·
Renato Curi (Perugia) ·
Garibaldi-Romeo Anconetani (Pisa) ·
Oreste Granillo (Reggina) · 
Paolo Mazza (SPAL) ·
Druso (Südtirol) ·
Libero Liberati (Ternana) ·
Pierluigi Penzo (Venezia)